# 冒険時代活劇ゴエモン
『冒険時代活劇ゴエモン』（ぼうけんじだいかつげきゴエモン）は、コナミから2000年12月21日に発売されたPlayStation 2専用ゲームソフト。がんばれゴエモンシリーズの1作。

## 概要
従来のがんばれゴエモンシリーズとは世界観・設定が一新されており、全く違う視点から新たに物語が描かれている。主要キャラクターデザインこそ従来とほぼ同じであるが、作風は他のシリーズ作品のようなギャグ・コメディ感は薄く、少年が冒険する純朴な和風ファンタジーといった趣きに変わっている。ストーリー性が強化され、建造物などのダンジョンでの謎解き要素なども加わった。大江戸時代と古代日本を舞台として、古代帝国の野望から精霊たちと共に大江戸を守るため日本各地を巡る冒険活劇が繰り広げられる。
基本的には3Dアクションゲームで『がんばれゴエモン〜ネオ桃山幕府のおどり〜』同様の箱庭型のアクションアドベンチャーの要素を継承しているが、敵を倒すと取得できる経験値を能力値に割り振って自由にパワーアップ調整したり、武器を合成して強い武器に作り替えたりなどのRPG要素も盛り込まれている。ジャンプ、掴まる、登る、泳ぐ、投げる、押す引くといった多彩なアクションを駆使して、箱庭的3D空間の風光明媚な自然の広大なフィールドや様々な仕掛けが施されたダンジョンを少年ゴエモンを操作してクリアしていく。武器・道具類の数は150種類以上。本作は日本国外では発売されていない。

## キャラクター
ゴエモン
声：山下亜矢香
主人公。大江戸はぐれ町に住む、大工見習いの10歳の少年（公式資料設定内では13歳と記載）。まっすぐで純粋無垢な性格。孤児だったが、大工の親方夫婦のもとで愛情を受けて育った。コトラとの出会いがきっかけで初めて大江戸の町の外に出て、冒険の旅に出る。精霊たちの戦いに関わる必要はなかったのに行かないと後悔すると思ったり、ケガをしていたハクランを助けたりなどお人よしな存在。しかし白虎や紅猿などの巨大な存在と会っても驚かないなどの度胸を持ち合わせている。他シリーズと服装・髪型はほぼ同じだが、顔と声は少年のようになっており、頭身は少し高くなっている。一人称は今までと違って「俺」となっている。
コトラ
大江戸で腹をすかせて倒れていたところをゴエモンに助けられた大精霊白虎の子。ゴエモンの相棒となって一緒に冒険する。父である白虎から地の竜に会いに行くという使命を託されている。子猫のような外見で、まだ幼い精霊なので喋ることはできない。タコは魚でないので食べない。クリア後も白虎に会いに行っても、精霊として一人前に成長するまでとゴエモンと一緒と行動できる。
ヤエ
声：笠原留美
ヒロイン。年齢はゴエモンより少し上と思われる（公式資料設定では「ゴエモン・エビス丸より少し大人」「15 - 16歳の女性が持つネコ系の雰囲気をイメージ」と記載）。大江戸秘密特捜忍者団の頭領の娘。本作では頭領の推薦により忍者団のリーダーを務める。その実力はかなりのもの。他シリーズより頭身が少し高くなっている。オープニングムービーでのみ龍の気を宿した術を披露する。得意のかげ縛りの術は本編中盤にて、仲間たちと共に発揮。性格も年の割に落ち着いて見えるが、自分の力を認めてもらいたいと従来よりも未熟な部分がある。
エビス丸
声：緒方賢一
自称関西忍者団のエースの忍者。お調子者で、とにかく食い意地が張っている。外見は他シリーズとほとんど同じ。彼と初めて会った時、借金を会った時の所持金＋1000両もの大金を肩代わりしないと先に進めないという理不尽なイベントを起こす。オープニングでは筋骨隆々な化身を召喚していたが、本編では登場せず、最終ステージで爆弾を使っていた。
サスケ
声：坂本千夏
物知り爺さんが作ったカラクリロボット。大江戸城内の隠密をしている。性格は真面目で硬派で正義感が強い。熱いお風呂が大好きらしい。他シリーズと顔は同じだが体はよりロボットのようになっている。霞乃帝国にゴエモンたちと共に潜入した際には、自分が座標となることで帝国を壊そうとするなど命をかけていた。
物知り爺さん
声：菅原淳一
大江戸の仙人長屋に住む変わり者の爺さん。サスケの製作者で、名前の通り色々なことを知っていて大江戸の人々の信望も厚い。他シリーズと外見は同じだがギャル好きなどのギャグ要素は無い。未知なる技術を持つ霞乃帝国に潜入したサスケをうらやましがっていた。サスケの指示で、彼を座標として帝国を壊すために阿蘇の火口に残っていた帝國の兵器・ハシラを帝国へと打ち出すも、サスケを犠牲にしたことを後悔していた。だがゴエモンたちにサスケを連れて帰ってもらった時には喜んでいた。
おみつ
声：仲西環
大江戸の団子屋で働く看板娘。本作では脇役としての登場であり、ストーリーにもほとんど絡まない。
親方
声：遠近孝一
ゴエモンを親代わりに育てた大江戸の大工の棟梁。おかみさんの旦那さん。開始時に何回か話しかけるとこづかいをもらえる。
おかみさん
声：冨永みーな
ゴエモンの育ての親。親方の妻。
トラノオウ
声：内海賢二
遠い昔に封印された霞乃帝国の将軍。行く先々でゴエモンたちと対峙する強敵。かつて白虎とイノブノタケルと戦い封印され、封印されている長い年月の間再戦を心待ちにしていた。だが、封印が解けた時に年老いた白虎と不抜けたイノブを見て絶望してしまうも、その後継者である白虎とイノブから継いだ草薙の剣を使いこなすゴエモンに可能性を見出す。松ヶ月城と霞乃雷帝で2回戦う。1回目は倒せないため、追いかけてくるトラノオウから逃げのびることがクリア条件。2回目の戦いでは草薙の剣以外の武器だとダメージをあまり与えられない（実際にゲーム最強の武器でも草薙の剣の半分も威力が出ない）。正体は雷の大精霊・影虎であり、敗北した後白虎に説得され自身の雷の力を貸してくれる。
盗賊親分
声：島香裕
各地でゴエモンにかかわる羊風の服を着た盗賊の親分。子分に猿風の服を着た2人組もいる。各地で風呂屋の看板を盗んだり、草薙の剣を盗ったりと罪を繰り返している。
白虎
声：島香裕
大江戸の近くにある風守の砦にいる風の大精霊。コトラの父でもあり、動けなくなった自分の代わりにコトラを地の竜に会いに行かせる。ゴエモンが最初に会う精霊。過去の対戦でイノブノタケルと共にトラノオウと戦った。
玄武
声：菅原淳一
大坂近くにある大和古代遺跡の最深部にいる地の大精霊。年のせいかよく寝ており、ゴエモンに起こされたことで寝ぼけて襲い掛かってくる。お供にサンスケという亀を従えている。ゴエモンたちを各地で見守っている道託和尚でもある。話している途中に寝たりすることもある。息子に河太郎がいる。
青龍
声：沢田敏子
四国・讃岐にある龍河洞に住む水の大精霊。玄武の息子・河太郎の修業を付けていたが、力に溺れた彼によって封印される。しかし、いつでも封印を解くことができ、河太郎を倒すこともできたが、いずれやってくるゴエモンに河太郎を更生させる可能性を信じ、封じられたふりをしていた。実際に龍の姿でみることはない。
朱雀 / クジャクラ
声：中尾隆聖
九州の阿蘇の火口に住む火の大精霊。自らの体がないことを苦悩しており、そこを霞乃帝国に付け込まれ、クジャクラとなってしまう。そして自分が朱雀ということも忘れ、霞乃帝国の将軍として地の竜を滅ぼそうとしたが、倒すと自我を取り戻し協力してくれる。実際に鳥の姿でみることはない。
地の竜
声：郷里大輔
北海道にいるという大精霊たちの長。北海道で会えるのは目の部分で、体は日本列島そのものという巨大な存在。かつての大戦で大ケガを負ってしまい、白虎が身を挺して助けなかったら命が危うい程の状態でもある。彼が滅びることで、日本の滅亡も同じという程の存在。やって来たゴエモンたちに今の状況を伝え、南海大帝に会う使命を託す。
ハクラン
声：長谷瞳
ゴエモンが北海道で会う青年。赤目の谷に向かおうとするゴエモンに関わるなと言うが、自分のケガを治療してくれたことと白虎の子を連れていたことも会って先へと進める。北海道の夜を守っており、狼の紋章を持つ。
キラ
声：坂本千夏
ハクランと同じく北海道で会う女性。同じく北海道に住む白いトンガリたちの姉貴的存在でもある。地の竜の命でハシラを見張っていたがゴエモンが起こしてしまい、精霊の力を持つ者を吸収するハシラにハクラン共飲み込まれる。その後ハシラをゴエモンが壊してくれて出ることができ、ハシラに脅えることがなくなったことを感謝していた。ハクランとは逆で北海道の昼を守っており、兎の紋章を持つ。
トンガリ
声：仲西環
全国各地に出るザコ敵。頭の鋭い角を活かして突進してくる。中にはおかしくなっていて襲ったり、群れを作って襲ってこないトンガリもいる。正気のトンガリとは会話することもできる。
紅猿
声：柳沢栄治
東海道の関所を越えられず、遠回りして立ち寄った猿の腰掛けに住む祭りの精霊。大量の子ザルの親分。
玄牛
後ろに戦車を付けた第一の試練を与える巨大な牛。自らの巨体でゴエモンを追いかけ、それが先へと進む鍵となる。
天馬
声：遠近孝一
大和古代遺跡にいる第二の試練を与える巨大なチェスの馬（ナイト）。自らの分身か、白と黒の複数のナイトがいる。年をとっても地の竜を守り続ける玄武を不憫に思い、連絡が取れなくなった河太郎と青龍の安否の確認をゴエモンに頼む。
クニマツ / オクニ
声：石川静
ゴエモンが出雲で会う謎の少年。剣技が得意で、江戸に興味があり、行ってみたいと思っている。正体は出雲の松ヶ月城の城主の娘・オクニ。不抜けていたイノブノタケルに会って自分の地を守護してきた精霊に失望しつつ、自ら存在を示せと叱責をするなど、心はかなり強い。エンディング後は江戸の芝居小屋で自分の剣技を見せようと江戸に向かっているのか、行方不明となる。
和尚
声：青野武
出雲にある荒れ寺の和尚。正体はオクニの爺。松ヶ月城が悪霊に乗っ取られたため、彼女を連れて脱出し、荒れ寺へと身を隠していた。ゴエモンがいると知らずオクニを姫と呼んでしまったりとそそっかしい一面も持つ。
河太郎
声：高木渉
自分の力に溺れた玄武の不孝息子。龍河洞でゴエモンと戦い、その後改心する。最終決戦前に会いに行くと神通力を消費するがザコ敵を一撃で粉砕できる強力な冷刀・流氷丸がもらえる。
オロチ / 南海大帝
声：石川静
ゴエモンが阿蘇の火口で出会った少年。正体はゴエモンたちの旅の目的でもある南海大帝で姿は巨大なクジラ。恵みの顔と破壊の顔を持っていて、かつて一国を民ごと海へと沈めたとも言われている。ゴエモンたちの勇気をはっきりと感じとり、枯れていた地の竜に恵みを与え、霞の向こうにあるとされる霞乃帝国に潜入することに力を貸した。
イノブノタケル
声：郷里大輔
かつて大精霊たちと共に霞乃帝国と戦った荒神であるイノシシ。あまりの力に人間に恐れられ、守護していた地・出雲の松ヶ月城の地下に封印されてる。自分の守ってきた人間たちに封印されることを甘んじて受けたが、自らの存在を忘れられるという精霊にとって不名誉なこととなってしまったので不抜けてしまっていた。だが女性であるオクニの力強い言葉に答えを見出し、立ち上がる。そして草薙の剣を託すことでゴエモンたちへと力を貸すことを約束してくれた。
怒愚人
声：青野武
白虎の首を狩ろうと襲い掛かってくる霞乃帝国将軍。コトラを白虎と勘違いして襲ってくるため、最初に戦うボス。白虎いわく「間抜けな奴」。乗っていた乗り物は物知り爺さんに接収されることになる。
霞乃帝国　兵器ハシラ
霞乃帝国が地の竜を滅ぼす為に作りあげた兵器。名は地の竜たち、精霊が名付けたが、霞乃帝國側もこの名称を使用する。ゴエモンは北海道・阿蘇の火口の2か所でハシラを見ることとなり、北海道では不発に終わっていたハシラの内1つと実際に戦う。精霊の力を吸収することもでき、何にも知らずに来たゴエモンが目覚めさせてしまったことで、コトラ、キラ、ハクランの3人を取り込んでしまう。だが前記の通り、ゴエモンの手で破壊された。阿蘇の火口に現れたハシラは物知り爺さんの手により霞乃帝國本拠地に転送され、それに気づかないシシノオウが起爆指令を送ったことで霞乃帝國本拠地が吹き飛ぶことになった。
シシノオウ
声：玄田哲章
本作のラストボスである光の大精霊。人間たちが火と金属から生まれた偽りの光に心を奪われて精霊たちへの信仰を失ったことに怒り、霞乃帝國を築き上げて地の竜を滅ぼそうとする。ゴエモンたちに負けた後は当初の予定通り阿蘇の火口に送ったハシラを起爆して地の竜を滅ぼそうとするが、既にそのハシラは霞乃帝國本拠地に転送されており、それにより本拠地自体が崩壊。その後、人間たちの信仰は失われていないということを他の大精霊たちから聞かされ、彼らと共に見守っていくこととした。
プラズマ
声：緒方賢一
従来のシリーズ通りの占い師。変な恰好は健在だが、派手な登場などはしない。
関所の役人
声：松本保典
東海道の箱根の関所にいる門番。物語には関わらないが、昔は役人の目を盗んで都の外に出たりしていた。

## 主題歌
- オープニング曲 『旅立ち -大空の向こうへ-』
作詞・作曲・編曲：高井興 歌：STEPHAN.D

## 主要スタッフ
- プロデューサー：蛭子悦延
- ディレクター：久井健太郎
- 企画：久井健太郎
- 脚本：片岡健一
- プログラムディレクター：山本真裕
- アートディレクター：久井健太郎
- キャラクターグラフィック：大谷和子、塚脇忠典、高橋康一、松田武志、中島貴広
- サウンドプロデューサー：冨田朋也
- サウンドディレクター：木村雅彦
- 音楽：広野智章、高井興
- 効果音：中村康三、中野智晴